# Лебединое (озеро, Муезерский район)
Лебединое — пресноводное озеро на территории Ледмозерского сельского поселения Муезерского района Республики Карелии.

## Общие сведения
Площадь озера — 1,7 км². Располагается на высоте 159,0 метров над уровнем моря.
Форма озера продолговатая: оно вытянуто с северо-запада на юго-восток. Берега каменисто-песчаные, местами заболоченные.
Из северо-западной оконечности озера вытекает безымянный водоток, впадающий в Тикшозерку, втекающую в озеро Момсаярви. Через последнее протекает река Чирко-Кемь.
Код объекта в государственном водном реестре — 02020000911102000005230.